# Saskia Sassen
Pour les articles homonymes, voir Sassen.
Saskia Sassen (née le 5 janvier 1947 à La Haye aux Pays-Bas) est une sociologue et économiste néerlando-américaine, spécialiste de la mondialisation et de la sociologie des très grandes villes du monde.
Elle est connue pour ses analyses sur la mondialisation et sur les migrations internationales. Elle est à l'origine du concept de « ville globale » (global cities), notamment exposé dans son livre The Global City. Elle est professeure de sociologie à l'université Columbia et à la London School of Economics. Elle est l'épouse du sociologue Richard Sennett, qui enseigne également dans ces mêmes universités.

## Biographie
Née aux Pays-Bas, elle a grandi à Buenos Aires puis en Italie. Elle est la fille du Néerlandais Willem Sassen (en), ancien collaborateur nazi et journaliste SS. Elle a étudié la philosophie et la science politique à l’université de Poitiers, en France, puis à partir de 1969, elle a étudié la sociologie et l'économie à l’université Notre-Dame, dans l'État de l'Indiana aux États-Unis.
Dans les années 1980, elle s'est spécialisée en sociologie urbaine à l'université de Chicago, autour de la problématique du déclin des États-nations et de la montée de villes mondiales organisées en réseau, ce qu'Olivier Dollfus a qualifié d' « archipel mégalopolitain mondial ». En raison de ces travaux sur les villes, et notamment de son livre The Global city : New York, London, Tokyo, paru en 1991, elle est très lue par les géographes. 
Elle est professeure titulaire à l'université Columbia, où elle est vice-présidente du Committee on Global Thought. 
Elle est membre du groupe d’étude Justice pénale italienne, européenne et internationale (coordonné par Bruna Capparelli).

## Œuvres
(juin 2021).

### Livres écrits
- The Mobility of Labor and Capital. A Study in International Investment and Labor Flow. Cambridge: Cambridge University Press, 1988,  (ISBN 0-521-38672-1)
- The Global City: New York, London, Tokyo. Princeton: Princeton University Press, 1991, 1st ed.  (ISBN 0-691-07063-6)
- Cities in a World Economy. Thousand Oaks, Calif.: Pine Forge Press, 1994, 1st ed.  (ISBN 0-7619-8666-9)
- Losing control? Sovereignty in An Age of Globalization. New York: Columbia University Press. University seminars / Leonard Hastings Schoff memorial lectures, 1996,  (ISBN 0-231-10608-4)
- Globalization and its discontents. Essays on the New Mobility of People and Money. New York: New Press, 1998,  (ISBN 1-56584-518-8)
- Guests and aliens. New York: New Press, 1999,  (ISBN 1-56584-608-7) (traduit de l'ouvrage allemand Migranten, Siedler, Flüchtlinge Frankfurt: Fischer, 1996,  (ISBN 3-596-60138-X))
- Territory, Authority, Rights: From Medieval to Global Assemblages (Princeton: Princeton University Press, May 2006)  (ISBN 0-691-09538-8).
- Elements for a Sociology of Globalization [or A Sociology of Globalization] (W.W. Norton, 2007)  (ISBN 0-393-92726-1).
- Expulsions: Brutality and Complexity in the Global Economy (Cambridge, MA: Belknap Press, 2014).  (ISBN 978-0674599222)

#### Livres traduits en français
- La Ville globale : New York - Londres - Tokyo [« The Global City: New York, London, Tokyo »], Descartes et Cie, 1996, 530 p. (ISBN 978-2-910301-45-3)
- Critique de l'État : Territoire, autorité et droits, de l'époque médiévale à nos jours [« Territory, Authority, Rights: From Medieval to Global Assemblages »]  (trad. de l'anglais), Paris, Demopolis, 2009, 474 p. (ISBN 978-2-35457-027-9)
- La globalisation : Une sociologie [« A Sociology of Globalization »]  (trad. de l'anglais), Paris, Gallimard, coll. « NRF Essais », 2009, 348 p. (ISBN 978-2-07-078511-7)
- Expulsions. Brutalité et complexité dans l'économie globale [« Expulsions: Brutality and Complexity in the Global Economy »], Paris, Éditions Gallimard, coll. « NRF Essais », 2016, 384 p.  (ISBN 978-2-07-014570-6)

### Livres édités
- Global networks, linked cities, (New York : Routledge, 2002)  (ISBN 0-415-93162-2),  (ISBN 0-415-93163-0).
- Digital Formations: IT and New Architectures in the Global Realm, eds. Robert Latham and Saskia Sassen (Princeton: Princeton University Press, 2005)  (ISBN 0-691-11986-4),  (ISBN 0-691-11987-2).
- Deciphering the Global: Its Scales, Spaces and Subjects. (New York: Routledge, 2007).

### Chapitres d'ouvrages collectifs
- « Mondialisation et géographie globale du travail » dans Le sexe de la mondialisation, de Jules Falquet, Helena Hirata, Danièle Kergoat, Brahim Labari, Nicky Le Feuvre, Fatou Sow (dir.), Presses de sciences Po, Paris, 2010 ;
- (en) « Mediating practices : women with/in cyberspace », dans eds. John Armitage and Joanne Roberts, Living with cyberspace : technology & society in the 21st century, Londres, New York, Athlone, Continuum, 2002, vol. VIII, 203 p.,  (ISBN 0-485-00444-5),  (ISBN 0-485-00636-7),  (ISBN 0-8264-6035-6),  (ISBN 0-8264-6036-4) ;
- (en) « Beyond sovereignty: de facto transnationalism in immigration policy », dans eds. Friedmann, Jonathan and Randeria, Shalini, Worlds on the move : globalization, migration, and cultural security, Londres, New York, Tauris, 2004, vol. XIX, 372 p., coll. : Toda institute book series on global peace and policy 6,  (ISBN 1-86064-951-3) ;
- (en) « Electronic markets and activist networks: The weight of social logics in digital formations », dans Digital Formations: IT and New Architectures in the Global Realm, eds. Robert Latham et Saskia Sassen, Princeton, Princeton University Press, 2005, p. 54-88  (ISBN 0-691-11986-4),  (ISBN 0-691-11987-2) ;
- (en) « When Places Have Deep Economic Histories », dans eds. Goldsmith, Stephen and Elizabeth, Lynne, What We See: Advancing the Observations of Jane Jacobs, Oakland (Californie), New Village Press, 2010, p. 263–275  (ISBN 978-0-9815593-1-5)

### Mémoires
- Social stratification, ethnicity and ideology : Anglos and Chicanos in the United States (Thèse, M.A., University of Notre Dame, 1971).
- Non-dominant ethnic populations as a possible component of the U.S. political economy : the case of blacks and Chicanos (Ph.D., University of Notre Dame, 1974).

### Articles
- New York City's informal economy (Los Angeles, Calif. : University of California Los Angeles, Institute for Social Science Research, [1988?]) Series : ISSR working papers in the social sciences, 1988–89, volume 4, number 9.
- avec Robert Smith, Post-industrial employment and third world immigration : casualization and the New Mexican migration in New York (New York, N.Y. : Columbia University, Institute of Latin American and Iberian Studies, 1991) Series : Papers on Latin America #26.
- avec Kiriro Morita, The New illegal immigration in Japan 1980-1992, in The international migration review (New York : Center for Migration Studies, 1994), volume 28, number 1, p. 153-163, ISSN 0197-9183.
- Analytic borderlands : race, gender and representation in the new city, in ed. King, Anthony D., Re-presenting the city : ethnicity, capital, and culture in the 21st-century metropolis (New York : New York University Press, 1996) p. 183-202,  (ISBN 0-8147-4678-0),  (ISBN 0-8147-4679-9).
- Transnational economies and national migration policies (Amsterdam : Institute for Migration and Ethnic Studies, University of Amsterdam, 1996),  (ISBN 90-5589-038-3).
- The De-facto Transnationalizing of Immigration Policy (Florence: Robert Schuman Centre at the European University Institute, 1996); [also published as "Beyond Sovereignty: De-Facto Transnationalism in Immigration Policy", dans European Journal of Migration and Law, volume 1, 1999, p. 177-198.]
- Global financial centers, dans Foreign affairs, [New York], volume 78, number 1, p. 75-87 (1999), ISSN 0015-7120.
- Beyond Sovereignty: De-Facto Transnationalism in Immigration Policy, dans European Journal of Migration and Law, volume 1, p. 177-198, 1999; also published as The De-facto Transnationalizing of Immigration Policy (Florence: Robert Schuman Centre at the European University Institute, 1996).
- Cities : between global actors and local conditions (College Park, MD. : Urban Studies and Planning Program, University of Maryland, c1999) "The 1997 Lefrak monograph".
- Women's burden : counter-geographies of globalization and the feminization of survival, Journal of international affairs, [New York], volume 53, number 2, p. 504-524 (2000), ISSN 0022-197X.
- Home truths: The notion that the west is threatened with mass invasions of immigrants is a myth, (Refugees in Britain: special report), The Guardian (Saturday April 15, 2000).
- Special report: refugees in Britain — Unstoppable immigrants, in The Guardian (September 12, 2000).
- A message from the global south, (Special report: Terrorism in the US), The Guardian (September 12, 2001).
- The new lords of Africa, dans The Guardian July 9, 2003; ; also in Peacework, volume 30, number 338, September 2003, p20-21, ISSN 0748-0725.
- Going Beyond the National State in the USA: The Politics of Minoritized Groups in Global Cities, Diogenes, volume 51, number 3 (2004), p. 59-65.
- Comment: We seem to have forgotten history, The Guardian (February 26, 2004).
- Regulating Immigration in a Global Age: A New Policy Landscape, Parallax, volume 11, number 1 (2005), p. 35-45.
- The repositioning of citizenship and alienage: Emergent subjects and spaces for politics, Globalizations, volume 2, number 1, (2005), p. 79-94.
- Migration policy: from control to governance : In the United States and Europe alike, immigration policy isn't working -- and the failure is most evident at the crossing-points of the rich and poor worlds, from the Mexican border to the Canary Islands., Open Democracy (July 13, 2006).
- How Population Lies : True, big cities no longer draw big numbers. But that doesn't mean their power is slipping too., Newsweek International, July 3–10, 2006.